# نيك ستيوارت (ممثل)
نيك ستيوارت (بالإنجليزية: Nick Stewart)‏ هو ممثل أمريكي، ولد في 15 مارس 1910 بنيويورك في الولايات المتحدة، وتوفي في 18 ديسمبر 2000 بلوس أنجلوس في الولايات المتحدة.

## أعمال

### أفلام
- (1941) دمبو[5][6]
- (1946) أغنية الجنوب[7]
- (1963) إنه عالم مجنون مجنون مجنون مجنون[8]

## وصلات خارجية
- نيك ستيوارت على موقع IMDb (الإنجليزية)
- نيك ستيوارت على موقع ألو سيني (الفرنسية)
- نيك ستيوارت على موقع أول موفي (الإنجليزية)
- نيك ستيوارت على موقع قاعدة بيانات برودواي على الإنترنت (الإنجليزية)
- نيك ستيوارت على موقع قاعدة بيانات الأفلام السويدية (السويدية)
- نيك ستيوارت على موقع قاعدة بيانات الفيلم (الإنجليزية)
- نيك ستيوارت على موقع كينوبويسك (الروسية)